# ژیات
ژیات (به فرانسوی: Jayat) یک کمون (فرانسه) در فرانسه است که در ان (اوورنی-رون-آلپ) واقع شده‌است. ژیات ۱۶٫۳ کیلومتر مربع مساحت دارد.